# Lijst van persiflages in De TV Kantine
Onderstaande lijst geeft een overzicht van de persiflages en gastrollen in De TV Kantine.

## Persiflages van Carlo & Irene
Personages die in de videoclip van 'Fienger, Fienger, Fienger' te zien zijn, zijn met een asterisk (*) aangegeven.
Personages die in de videoclip van 'Holland is...' te zien zijn, zijn met een dubbele asterisk (**) aangegeven.
Personages die te zien zijn in de bekendmaking van de Top 10 TV-momenten op het Televizier-Ring Gala zijn met (***) aangegeven.

### A
| Persoon                   | Bekend van...                                    | Aflevering(en)                                      |
| ------------------------- | ------------------------------------------------ | --------------------------------------------------- |
| Aart Staartjes            | acteur en regisseur                              | 1.2, 8.6                                            |
| Ad Visser                 | presentator                                      | 5.7, 12.1 t/m 12.6                                  |
| Adam Curry                | Nederlands-Amerikaanse ondernemer en presentator | 3.1                                                 |
| Addy van den Krommenacker | couturier                                        | 6.1 t/m 6.3, 6.5                                    |
| Adele                     | Engelse popzangeres                              | 7.4                                                 |
| Adje                      | typetje van Arijan van Bavel                     | 1.3                                                 |
| Adriaan van Dis           | auteur, journalist en televisiepresentator       | 8.3                                                 |
| Agnes Brinkhorst          | personage uit Celblok H                          | 7.4                                                 |
| Al Bundy                  | personage uit Married... with Children           | 3.3, 3.6                                            |
| Albert Verlinde           | musicalproducent en presentator                  | 1.3, 1.5, 5.2, 6.1 t/m 6.6, 8.2, 10.4, 12.2         |
| Alberto Stegeman          | journalist en presentator                        | 2.4, 7.2                                            |
| Ali B **                  | rapper en presentator                            | 1.1, 1.4, 1.5, 5.3, 6.1, 6.2, 6.4, 6.5, 8.3, 8.5    |
| André van Duin            | komiek en tv-persoonlijkheid                     | 3.1, 10.3                                           |
| André Rieu                | violist                                          | 1.4                                                 |
| Andries Knevel            | theoloog, schrijver en presentator               | 1.9                                                 |
| Andy van der Meijde       | ex-profvoetballer                                | 7.1 t/m 7.6                                         |
| Angela Groothuizen        | presentatrice en zangeres                        | 1.5, 1.7, 3.1, 3.3, 3.5, 3.8, 4.1 t/m 4.7, 5.4, 5.6 |
| Angela de Jong            | journaliste en televisierecensente               | 9.1 t/m 9.3, 10.1, 10.2, 10.4, 11.5, 11.7           |
| Angela Schijf             | actrice, jurylid Superkids                       | 8.1 t/m 8.4                                         |
| Ankie Broekers-Knol       | politica                                         | 12.6                                                |
| Anky van Grunsven         | dressuurrijdster                                 | 1.7, 3.4, 3.8                                       |
| Annechien Steenhuizen     | presentatrice                                    | 6.4, 9.2, 10.3                                      |
| Annemarie van Gaal        | ondernemer                                       | 7.4                                                 |
| Annemarie Jorritsma       | VVD-politica, burgemeester Almere                | 6.2, 6.6, 8.2                                       |
| Anniko van Santen         | presentatrice van Opsporing Verzocht             | 4.1, 4.7, 8.3, 8.4                                  |
| Anny Schilder             | zangeres                                         | 3.4, 11.3, 11.4, 11.6, 11.7                         |
| Anouk                     | zangeres                                         | 7.1 t/m 7.4, 9.6                                    |
| Ans Markus                | kunstenares                                      | 1.1 t/m 1.8                                         |
| Antje Monteiro            | musicalartiest, zangeres en presentatrice        | 8.1                                                 |
| Antoinette Hertsenberg    | presentatrice                                    | 2.5, 11.5                                           |
| Anton                     | personage uit De Luizenmoeder                    | 9.3                                                 |
| Ariana Grande             | Amerikaans actrice en zangeres                   | 7.1                                                 |
| Arjen Lubach              | cabaretier, presentator, schrijver               | 8.1 t/m 8.6                                         |
| Astrid Joosten            | presentatrice                                    | 4.5, 4.7                                            |

### B
| Persoon                                     | Bekend van...                                                             | Aflevering(en)                  |
| ------------------------------------------- | ------------------------------------------------------------------------- | ------------------------------- |
| Barack Obama                                | president van de Verenigde Staten                                         | 1.6, 1.8                        |
| Barbara Barend                              | sportjournaliste                                                          | 3.5                             |
| Barbie                                      | persoonlijkheid uit o.a. Oh Oh Cherso                                     | 3.1, 3.4, 8.3, 8.4              |
| Bartho Braat                                | acteur                                                                    | 8.4                             |
| Bas Smit                                    | ondernemer, partner Nicolette van Dam                                     | 12.2, 12.5 (stem)               |
| Bas van Werven                              | journalist en presentator                                                 | 6.5                             |
| Beau van Erven Dorens                       | presentator, acteur en schrijver                                          | 1.9, 5.6                        |
| Ben Saunders                                | zanger                                                                    | 3.9                             |
| Bep Lachebek                                | typetje van Tineke Schouten                                               | 8.6                             |
| Bernhard van Oranje-Nassau, Van Vollenhoven | prins van Oranje-Nassau                                                   | 12.1                            |
| Bert van der Veer                           | programmamaker en schrijver                                               | 4.1 t/m 4.7, 5.1 t/m 5.7        |
| Bette Kruys                                 | personage uit Familie Kruys                                               | 7.6                             |
| Bianca Krijgsman                            | actrice en cabaretière                                                    | 7.1 t/m 7.3                     |
| Billy Bakker                                | inwoner van Utopia                                                        | 6.5, 6.6                        |
| Blake Carrington                            | personage uit de soapserie Dynasty                                        | 6.2                             |
| Bob Sikkes                                  | bouwkundige van het televisieprogramma Kopen Zonder Kijken                | 12.2                            |
| Bobbi Eden                                  | pornoactrice                                                              | 7.1, 7.4, 7.5                   |
| Bodyguard van Lisle                         | personage uit de film Death Becomes Her, gespeeld door Michael A. Nickles | 12.5                            |
| Boer Geert                                  | boer uit Boer zoekt Vrouw                                                 | 7.1, 7.4, 7.5                   |
| Boer Johan                                  | boer uit Boer zoekt Vrouw                                                 | 6.4                             |
| Boer Richard                                | boer uit Boer zoekt Vrouw                                                 | 3.9                             |
| Boerin Bertie                               | boerin uit Boer zoekt Vrouw                                               | 7.1, 8.4                        |
| Bonnie St. Claire                           | zangeres                                                                  | 3.1                             |
| Bradley Cooper                              | Amerikaanse acteur                                                        | 10.4                            |
| Bram Moszkowicz                             | advocaat                                                                  | 2.1, 2.4, 3.8, 5.1 t/m 5.7, 9.3 |
| Bridget Maasland                            | presentatrice, actrice en model                                           | 6.1, 6.5, 7.5, 11.4, 11.7       |
| Brigitte Kaandorp **                        | cabaretière                                                               | 2.2, 3.5, 3.8, 4.3, 4.7         |
| Britt Dekker                                | mediapersoonlijkheid en winnares van Echte meisjes in de jungle           | 4.1 t/m 4.7, 5.3                |
| Brooke Logan                                | personage uit The Bold and the Beautiful                                  | 10.4                            |
| Brownie Dutch                               | rapper en muziekproducent                                                 | 7.5, 7.6, 8.1 t/m 8.4           |
| Bruno Mars                                  | Amerikaans zanger en muziekproducent                                      | 7.4                             |

### C
| Persoon                                      | Bekend van...                                    | Aflevering(en)                        |
| -------------------------------------------- | ------------------------------------------------ | ------------------------------------- |
| Camilla Parker Bowles                        | vrouw van Prins Charles en hertogin van Cornwall | 3.9                                   |
| Candy Dulfer                                 | saxofoniste                                      | 5.1                                   |
| Captain Merill Stubing                       | personage uit The Love Boat                      | 5.7                                   |
| Carice van Houten                            | actrice                                          | 3.4, 8.5                              |
| Carla Vreeswijk                              | personage uit Moordvrouw                         | 7.4, 7.5                              |
| Doctor Carlos Sandoval Castro                | personage uit de Spaanse serie Vis a vis         | 11.6, 11.7                            |
| Caroline Tensen                              | presentatrice                                    | 10.4                                  |
| Char Margolis                                | Amerikaans medium                                | 1.2, 1.4                              |
| Chazia Mourali                               | presentatrice                                    | 1.1                                   |
| Cheryl Morero                                | personage uit Gooische Vrouwen                   | 2.3, 2.8, 4.2, 4.7                    |
| Chloe O'Brian                                | personage uit 24                                 | 1.6                                   |
| Chris Zegers                                 | acteur, zanger en presentator                    | 9.4, 9.6                              |
| Cilly Dartell                                | presentatrice                                    | 1.3, 1.6, 1.7, 2.1, 5.6               |
| Claire Underwood                             | personage uit House of Cards                     | 9.1                                   |
| Clairy Polak                                 | journaliste en presentatrice                     | 1.6, 1.8 t/m 1.10, 2.2, 2.8, 3.2, 3.4 |
| Clarice Starling                             | personage uit The Silence of the Lambs           | 3.4                                   |
| Co Adriaanse                                 | voetbaltrainer                                   | 8.1 t/m 8.4                           |
| Columbo                                      | personage uit Columbo                            | 2.6                                   |
| Connie Witteman (voorheen Connie Breukhoven) | actrice en zangeres                              | 1.2, 2.6, 3.6, 4.3, 4.7, 11.5, 12.2   |
| Cor Hogenbirk                                | personage uit Gooische Vrouwen                   | 4.2, 4.7                              |
| Cora de Jong                                 | moeder van Barbie                                | 5.1, 5.7                              |
| Corry Konings                                | zangeres                                         | 2.2, 2.8, 4.6, 4.7, 5.3, 9.4          |

### D
| Persoon                            | Bekend van...                                                                    | Aflevering(en)          |
| ---------------------------------- | -------------------------------------------------------------------------------- | ----------------------- |
| Daisy                              | personage uit Schone Schijn                                                      | 2.5, 2.8, 3.2, 3.4      |
| Dame Edna Everage                  | fictieve televisiepresentatrice en schrijfster                                   | 5.3                     |
| Damian Diepeveen (Melluk)          | deelnemer Oh Oh Daar gaan we weer                                                | 8.4                     |
| Danni Lowinski                     | personage uit Danni Lowinski                                                     | 6.4                     |
| Daphne Deckers                     | (scenario)schrijfster, columniste, presentatrice, actrice en voormalig fotomodel | 2.3, 5.2                |
| David Mendelbaum                   | personage uit Divorce                                                            | 5.7, 7.2, 7.5           |
| David Rossi                        | personage uit Criminal Minds                                                     | 8.4                     |
| Debora Siepman (Marloes of Romana) | vriendin van Zanger Rinus die in zijn clips danst                                | 4.2, 4.5 t/m 4.7, 5.2   |
| Desiree Severijn                   | personage uit Divorce                                                            | 5.7                     |
| Dexter Morgan                      | fictief hoofdpersonage van de serie Dexter                                       | 4.4, 4.7                |
| Dick Advocaat                      | voetbalcoach                                                                     | 9.5, 11.4, 11.6, 12.5   |
| Dick van Lennep                    | personage uit Medisch Centrum West                                               | 9.2                     |
| Diederik Gommers                   | intensivist en voorzitter Nederlandse Vereniging voor Intensive Care             | 12.1, 12.2              |
| Diederik Jekel                     | wetenschapsjournalist en presentator RTL Boulevard                               | 11.4, 11.7, 12.1        |
| Dieuwertje Blok                    | presentatrice                                                                    | 1.1, 3.4, 8.2, 8.4      |
| Dinand Woesthoff                   | zanger, jurylid Superkids                                                        | 8.1 t/m 8.4             |
| Dokter Deen                        | personage uit Dokter Deen                                                        | 5.1                     |
| Dokter Tinus                       | personage uit Dokter Tinus                                                       | 5.1                     |
| Dokter Van der Ploeg               | personage uit Zeg 'ns Aaa                                                        | 1.6                     |
| Dolf Jansen                        | cabaretier                                                                       | 6.5                     |
| Dominic Grant                      | Britse zanger                                                                    | 5.4                     |
| Dominic Seldis                     | jurylid Maestro                                                                  | 8.2, 8.4, 11.5          |
| Dominique van der Heyde            | parlementair journaliste                                                         | 6.1, 6.3                |
| Dominique Weesie                   | oprichter van PowNed                                                             | 7.2                     |
| Donald Trump                       | presidentskandidaat Verenigde Staten 2016 en zakenman                            | 8.1, 8.3, 8.4, 8.6      |
| Doortje Lefèvre                    | personage uit 't Spaanse Schaep                                                  | 3.9, 7.6                |
| Dorothy Zbornak                    | personage uit The Golden Girls                                                   | 2.7                     |
| Dotan                              | singer-songwriter                                                                | 8.5                     |
| Doutzen Kroes                      | fotomodel en actrice                                                             | 5.4, 5.7                |
| Dries Roelvink                     | zanger                                                                           | 3.5, 3.6, 3.8, 7.2, 7.4 |
| Dustin Henderson                   | personage uit Stranger Things                                                    | 9.2                     |
| Dyanne Beekman                     | presentatrice en styliste                                                        | 2.7                     |

### E
| Persoon             | Bekend van...                                                                  | Aflevering(en)                                           |
| ------------------- | ------------------------------------------------------------------------------ | -------------------------------------------------------- |
| Ed Sheeran          | Brits singer-songwriter                                                        | 7.5                                                      |
| Eddie Monsoon       | personage uit Absolutely Fabulous                                              | 2.7                                                      |
| Eddy Wally          | Vlaamse zanger                                                                 | 3.9                                                      |
| Edsilia Rombley     | zangeres                                                                       | 7.5, 7.6                                                 |
| Edward Scissorhands | personage uit Edward Scissorhands                                              | 5.2                                                      |
| Elizabeth Warden    | personage uit Schone Schijn                                                    | 2.5, 2.8                                                 |
| Ellie Lust          | woordvoerder van de Amsterdamse politie                                        | 8.1, 8.4                                                 |
| Elvis Presley       | zanger en acteur                                                               | 9.4                                                      |
| Emmelie Lestrange   | personage uit The Blue Lagoon                                                  | 6.6                                                      |
| Epke Zonderland     | turner                                                                         | 6.2, 6.3                                                 |
| Eric Forrester      | personage uit The Bold and the Beautiful                                       | 10.4                                                     |
| Eric Meijers        | voetbaltrainer                                                                 | 10.1                                                     |
| Eric van Tijn *     | muziekproducent en jurylid                                                     | 1.5, 1.7, 2.1, 2.7                                       |
| Erica Terpstra      | voormalig zwemkampioene, sportjournaliste, staatssecretaris en Tweede Kamerlid | 5.4, 5.6, 5.7, 6.6, 9.4                                  |
| Erik Dijkstra ***   | journalist en presentator                                                      | 9.1, 11.6, 11.7                                          |
| Erik ten Hag        | voetbaltrainer van Ajax                                                        | 10.1, 11.4, 11.6                                         |
| Erland Galjaard     | programmadirecteur van RTL 4                                                   | 7.1 t/m 7.6, 8.2, 8.5, 9.1                               |
| Erwin van Lambaart  | algemeen directeur en jurylid                                                  | 1.5, 2.2, 3.4, 3.6                                       |
| Esmée van Kampen    | actrice in PLUS-commercials                                                    | 6.1, 6.2, 6.5                                            |
| Euvgenia Parakhina  | danseres en jurylid van So You Think You Can Dance                             | 3.8, 5.1 t/m 5.7                                         |
| Eva Jinek           | journaliste en nieuwslezer                                                     | 1.7, 1.8, 4.3, 4.4, 4.7, 5.1 t/m 5.7, 7.3, 7.4, 7.7, 9.1 |
| Eva Simons          | zangeres, jurylid Idols                                                        | 8.1 t/m 8.3                                              |
| Evert Santegoeds    | roddeljournalist                                                               | 1.5, 2.1, 6.5, 7.5, 12.5 (stem)                          |

### F
| Persoon                 | Bekend van...                                         | Aflevering(en)                               |
| ----------------------- | ----------------------------------------------------- | -------------------------------------------- |
| Farrah Fawcett          | Amerikaans actrice                                    | 1.9                                          |
| Femke Halsema           | politica                                              | 2.4, 10.1                                    |
| Ferry Bouman            | personage uit Undercover, gespeeld door Frank Lammers | 12.4                                         |
| Fester Addams           | personage uit The Addams Family                       | 3.1, 9.3                                     |
| Filemon Wesselink       | journalist en presentator                             | 3.8                                          |
| Fiona Hering            | modeverslaggeefster, auteur en presentatrice          | 1.3, 1.5, 2.5, 10.4                          |
| Floortje Dessing        | radio- en televisiepresentatrice                      | 6.6                                          |
| Francine Fine-Sheffield | personage uit The Nanny                               | 2.6, 2.8                                     |
| Francis van Broekhuizen | operazangeres, comédienne en jurylid                  | 11.2, 11.3, 11.6, 11.7, 12.4                 |
| Frank Lammers           | acteur                                                | 7.3, 7.4, 8.6                                |
| Frank Masmeijer         | televisiepresentator                                  | 9.1                                          |
| Frank Underwood         | personage uit House of Cards                          | 9.1                                          |
| Frank Visser *          | presentator en rechter                                | 2.3, 6.2, 10.4                               |
| Frans Bauer **          | volkszanger en presentator                            | 1.5, 2.2, 3.8, 10.1, 10.6, 11.6, 12.3 (stem) |
| Frans Molenaar          | couturier                                             | 3.3, 3.4                                     |
| Franz Joseph            | personage uit de filmtrilogie Sissi                   | 3.3, 3.6                                     |
| Fred Rutten             | voetbaltrainer                                        | 7.1, 7.6                                     |
| Freek Bartels           | musicalster                                           | 1.4                                          |
| Freek Vonk              | bioloog                                               | 7.3                                          |
| Frits Sissing           | presentator                                           | 1.3, 1.4                                     |
| Frits Wester            | parlementair journalist                               | 6.1                                          |

### G
| Persoon           | Bekend van...                                      | Aflevering(en)                                         |
| ----------------- | -------------------------------------------------- | ------------------------------------------------------ |
| Gaston Starreveld | presentator en voice-over                          | 1.2, 1.9, 6.4, 6.6                                     |
| Geert Wilders     | politicus                                          | 1.6, 2.1, 3.5, 3.8                                     |
| Geike Arnaert     | Vlaamse zangeres                                   | 10.1                                                   |
| George Baker      | zanger                                             | 12.2                                                   |
| George Michael    | Brits popzanger                                    | 3.6, 11.2                                              |
| Gerard Joling     | zanger en presentator                              | 1.7, 1.9, 2.1, 2.3, 2.4, 3.1, 3.5, 3.6, 3.8, 6.5       |
| Gerda Havertong   | Nederlands-Surinaams actrice                       | 1.5                                                    |
| Gerda Smit *      | moeder van Jan Smit                                | 1.9, 2.1, 2.3, 3.4, 4.2                                |
| Gerrie van Boven  | personage uit New Kids                             | 6.4                                                    |
| Gers Pardoel      | rapper                                             | 5.6, 5.7                                               |
| Glennis Grace     | zangeres                                           | 4.6, 4.7                                               |
| Goedele Liekens   | voormalig Miss België, presentatrice en seksuologe | 6.1, 6.3, 6.4, 6.6, 8.1 t/m 8.4, 8.6                   |
| Gordon            | zanger en presentator                              | 1.4, 1.5, 1.7, 7.1, 7.5, 7.6, 8.1, 8.3, 8.4, 9.4, 10.3 |
| Gordon Ramsay     | Britse topkok                                      | 1.7                                                    |
| Graham Norton     | Ierse acteur, komiek en televisiepresentator       | 7.4                                                    |
| Guus Meeuwis      | zanger                                             | 3.1, 3.5, 3.8, 3.9, 4.4, 4.5, 7.5, 8.3, 8.5            |

### H
| Persoon               | Bekend van...                                           | Aflevering(en)               |
| --------------------- | ------------------------------------------------------- | ---------------------------- |
| Hakim Elfassih        | inwoner van Utopia                                      | 6.5, 6.6                     |
| Hannibal Lecter       | personage The Silence of the Lambs                      | 3.4                          |
| Hans Breukhoven       | oprichter van Free Record Shop                          | 1.2                          |
| Hans Goedkoop         | presentator, historicus                                 | 8.2                          |
| Hans Kazàn            | goochelaar en televisiepresentator                      | 6.2                          |
| Hans Klok             | illusionist                                             | 7.1 t/m 7.5                  |
| Hans Kraay jr.        | televisiepresentator en voormalig profvoetballer        | 5.3                          |
| Hans van der Togt     | presentator                                             | 1.9                          |
| Hans van Willigenburg | presentator                                             | 1.9, 2.6                     |
| Harm Edens            | scenarioschrijver, acteur en presentator                | 1.3                          |
| Harry Mens            | presentator en makelaar                                 | 2.2, 2.7, 2.8, 3.2, 3.8, 4.6 |
| Harry Piekema         | acteur in AH-commercials                                | 6.1, 6.2, 6.5                |
| Hayashi               | deelnemer De nieuwe Uri Geller                          | 1.7                          |
| Heino                 | Duitse schlagerzanger                                   | 3.3                          |
| Helga van Leur        | weervrouw                                               | 3.8                          |
| Henk Poort            | operazanger                                             | 11.3                         |
| Henk Schiffmacher     | tatoeëerder                                             | 7.5                          |
| Henkjan Smits         | presentator en talentscout                              | 3.1                          |
| Henny Huisman         | televisiepresentator en zanger                          | 7.1 t/m 7.6, 8.6             |
| Henry Schut           | sportjournalist en televisiepresentator                 | 6.2                          |
| Herman Pleij          | emeritus hoogleraar historische Nederlandse letterkunde | 11.5, 11.7, 12.3             |
| Herman van der Zandt  | journalist en nieuwslezer                               | 5.6                          |
| Horatio Caine         | personage uit CSI: Miami                                | 1.4                          |
| Humberto Tan          | schrijver en televisiepresentator                       | 2.5, 7.1 t/m 7.6             |
| Hyacinth Bouquet      | personage uit Schone Schijn                             | 2.5, 2.8, 3.2                |

### I
| Persoon             | Bekend van...                       | Aflevering(en)                                                   |
| ------------------- | ----------------------------------- | ---------------------------------------------------------------- |
| Ilse DeLange        | zangeres                            | 3.5, 6.1, 6.2, 6.4, 6.5, 7.1, 7.4                                |
| Imca Marina         | zangeres                            | 3.9, 5.3                                                         |
| Inez Weski          | strafpleiter                        | 6.1, 6.2                                                         |
| Irma Sluis ***      | gebarentolk                         | 12.1, 12.3                                                       |
| Isa Hoes            | actrice en schrijfster              | 9.3                                                              |
| Isabelle van Keulen | jurylid Maestro en violiste         | 8.2, 8.4, 11.5                                                   |
| Ivo Niehe **        | presentator                         | 1.1, 1.5, 2.6, 3.5, 3.8, 4.3, 9.6, 11.4, 12.1, 12.3 (stem), 12.6 |
| Ivo Opstelten       | minister van Veiligheid en Justitie | 3.5, 3.8, 7.3                                                    |

### J
| Persoon                  | Bekend van...                                                 | Aflevering(en)                                                 |
| ------------------------ | ------------------------------------------------------------- | -------------------------------------------------------------- |
| Jaap Kooiman             | personage uit Toen was geluk heel gewoon                      | 6.5                                                            |
| Jaap Reesema             | zanger                                                        | 12.6                                                           |
| Jaap van Dissel ***      | infectioloog                                                  |                                                                |
| Jack Bauer               | personage uit 24                                              | 1.6                                                            |
| Jaïr Ferwerda            | politiek verslaggever                                         | 12.1, 12.5, 12.6                                               |
| Jan des Bouvrie          | interieurontwerper                                            | 3.9                                                            |
| Jan de Hoop              | nieuwslezer                                                   | 1.1, 1.9, 4.2, 4.4, 4.7, 11.1, 11.5, 11.7                      |
| Jan Kooijman             | acteur                                                        | 2.3, 3.8                                                       |
| Jan Mulder               | ex-voetballer en columnist                                    | 5.5, 5.6, 6.1 t/m 6.6, 8.3                                     |
| Jan Paparazzi            | sidekick van Robert Jensen                                    | 2.4                                                            |
| Jan Slagter              | omroepbestuurder en presentator van MAX Geheugentrainer       | 4.1, 4.7, 5.5                                                  |
| Jan Smit                 | zanger                                                        | 6.5                                                            |
| Jan Uriot                | roddeljournalist                                              | 8.2, 8.3, 8.6                                                  |
| Jan Versteegh            | presentator                                                   | 8.1 t/m 8.4, 8.6                                               |
| Jan Jaap van der Wal     | stand-upcomedian en cabaretier                                | 1.3                                                            |
| Jan Peter Balkenende     | demissionair minister-president                               | 1.6                                                            |
| Jandino Asporaat         | presentator en stand-upcomedian                               | 6.1 t/m 6.3, 6.5                                               |
| Janice                   | modeontwerper                                                 | 6.1, 6.3                                                       |
| Janine Elschot           | personage uit Goede tijden, slechte tijden                    | 5.1                                                            |
| Janine van den Ende      | vrouw van Joop van den Ende                                   | 6.1 t/m 6.6                                                    |
| Janny van der Heijden    | culinair publiciste, jurylid Heel Holland Bakt                | 8.1 t/m 8.6, 10.3, 12.3                                        |
| Jef Alberts              | personage uit Goede tijden, slechte tijden                    | 3.9, 7.4                                                       |
| Jerney Kaagman           | oud-jurylid                                                   | 1.1                                                            |
| Jeroen van der Boom      | zanger en presentator                                         | 4.3, 4.7, 8.6                                                  |
| Jeroen van Koningsbrugge | presentator, cabaretier, zanger en tv-persoonlijkheid         | 2.2                                                            |
| Jeroen Krabbé            | acteur en kunstschilder                                       | 11.3, 11.7                                                     |
| Jeroen Kramer            | presentator                                                   | 8.2, 8.4                                                       |
| Jeroen Latijnhouwers **  | presentator                                                   | 2.6                                                            |
| Jeroen Pauw              | presentator                                                   | 1.1 t/m 1.8                                                    |
| Jessica Fletcher         | personage uit Murder, She Wrote                               | 2.6                                                            |
| Jimmy Geduld             | acteur en presentator                                         | 7.2, 7.4                                                       |
| Jo Frost                 | Engelse kinderjuffrouw                                        | 7.3                                                            |
| Joan Franka              | vertegenwoordiger Nederland op het Eurovisiesongfestival 2012 | 3.8                                                            |
| Joan Rivers              | Amerikaans comédienne, tv-persoonlijkheid en actrice          | 7.1, 7.2, 7.5                                                  |
| Joep Schreuder           | voetbalanalist                                                | 11.3, 11.7                                                     |
| Joey Tempest             | zanger van Europe                                             | 10.1                                                           |
| Joey Tribbiani           | personage uit Friends                                         | 9.5                                                            |
| Johan Boskamp            | voormalig voetballer en voetbaltrainer                        | 5.1 t/m 5.7                                                    |
| Johan Cruijff            | voetbalcoach                                                  | 4.6, 4.7                                                       |
| Johan Derksen            | voetballer en sportjournalist                                 | 2.7                                                            |
| Johan Vlemmix            | ondernemer en zanger                                          | 2.4, 5.5                                                       |
| John van den Heuvel      | (misdaad)journalist en presentator                            | 8.1, 8.4                                                       |
| John de Mol              | mediamagnaat                                                  | 1.9, 2.2, 2.3, 4.1 t/m 4.7, 10.3, 10.4, 11.2, 11.7, 12.2, 12.6 |
| John Reid                | De Rijdende Rechter                                           | 9.5                                                            |
| Johnny Castle            | personage uit Dirty Dancing                                   | 9.3                                                            |
| Johnny de Mol            | presentator                                                   | 10.3                                                           |
| Joke Bruijs              | actrice en zangeres                                           | 3.1                                                            |
| Jokertje                 | persoonlijkheid uit Oh Oh Cherso                              | 3.1, 3.3, 3.4, 3.6, 3.9, 4.5, 4.7                              |
| Joop Braakhekke          | topkok                                                        | 1.1 t/m 1.6                                                    |
| Joop van den Ende        | theaterproducent                                              | 5.3, 6.1 t/m 6.6, 8.5                                          |
| Joop van Tellingen       | roddelfotograaf                                               | 1.2, 1.3, 1.7                                                  |
| Joost Prinsen            | acteur, presentator, zanger, columnist en schrijver           | 5.2, 6.3                                                       |
| Jopie Parlevliet         | typetje van Richard Groenendijk                               | 8.5                                                            |
| Joran van der Sloot      | hoofdverdachte in de zaak-Holloway                            | 1.4                                                            |
| Joris Hulskamp           | personage uit Divorce                                         | 7.2                                                            |
| Jort Kelder              | journalist, columnist en presentator                          | 2.3                                                            |
| Jos Brink                | presentator                                                   | 1.1 t/m 1.8                                                    |
| José Hoebee              | zangeres                                                      | 9.5                                                            |
| Joyce Waanders           | personage uit Divorce                                         | 7.2                                                            |
| Judith Osborn            | onderneemster en ontwerpster                                  | 4.1 t/m 4.7                                                    |
| Judith Sheindlin         | Amerikaans rechter                                            | 7.1 t/m 7.4                                                    |
| Julie Forsyth            | Brits artiest                                                 | 5.4                                                            |
| Julie McCoy              | personage uit The Love Boat                                   | 5.7                                                            |
| Julio Iglesias           | Spaanse artiest                                               | 12.3                                                           |
| Justin Timberlake        | Amerikaans zanger, acteur                                     | 8.1                                                            |
| Justine Marcella         | koningshuisdeskundige                                         | 12.1, 12.4                                                     |

### K
| Persoon                 | Bekend van...                                     | Aflevering(en)                                                                                 |
| ----------------------- | ------------------------------------------------- | ---------------------------------------------------------------------------------------------- |
| Karl Noten              | oud-presentator                                   | 1.1 t/m 1.7, 1.9, 3.4                                                                          |
| Kathleen Aerts          | Belgische zangeres die vooral bekend werd door K3 | 3.2                                                                                            |
| Katja Schuurman         | actrice, zangeres en presentatrice                | 8.6                                                                                            |
| Kees Flodder            | personage uit Flodder                             | 6.4                                                                                            |
| Kees Heistee            | personage uit Kees & Co                           | 10.4                                                                                           |
| Kees van der Spek       | journalist, presentator                           | 8.1                                                                                            |
| Kees Tol                | presentator en acteur                             | 6.1, 6.3, 7.5, 8.6                                                                             |
| Keith Bakker            | hulpverlener in de verslavingszorg                | 4.1 t/m 4.7                                                                                    |
| Kelly van der Veer      | oud-deelneemster van Big Brother                  | 1.4, 1.5, 2.1, 2.3, 2.5                                                                        |
| Kim Feenstra            | model                                             | 1.4                                                                                            |
| Kim Holland * / **      | pornoactrice                                      | 1.1 t/m 1.9, 2.1 t/m 2.8, 3.3, 3.4, 3.6 t/m 3.9, 4.1 t/m 4.7, 5.1 t/m 5.7, 7.2, 8.5, 8.6, 10.2 |
| Kirk Kruys              | personage uit Familie Kruys                       | 7.6                                                                                            |
| Kleine Viezerik         | rapper                                            | 5.3                                                                                            |
| Koen Verweij            | schaatser                                         | 7.3, 7.4                                                                                       |
| Koning Willem-Alexander | Koning der Nederlanden                            | 5.4, 6.6                                                                                       |
| Krystle Carrington      | personage uit de soapserie Dynasty                | 6.2                                                                                            |

### L
| Persoon              | Bekend van...                                                       | Aflevering(en) |
| -------------------- | ------------------------------------------------------------------- | --- |
| Lange Frans          | rapper en tv-presentator                                            | 5.4 |
| Laura Huijzer        | echtgenote van Lee Towers                                           | 8.6 |
| Laura Ingalls Wilder | personage uit Little House on the Prairie                           | 3.5 |
| Laura Selmhorst      | personage uit Goede tijden, slechte tijden                          | 3.9 |
| Lee Towers           | zanger                                                              | 7.6, 8.6, 9.4, 11.3, 11.6                                                                                         |
| Lena Braams          | personage uit 't Spaanse Schaep                                     | 3.9, 7.6 |
| Lenny Keylard        | finalist uit The voice of Holland                                   | 3.8 |
| Leontien van Moorsel | voormalig wielrenster                                               | 7.4, 7.6 |
| Lieke van Lexmond    | model, actrice en presentatrice                                     | 6.1 t/m 6.3, 6.5                                                                                                  |
| Liesbeth List        | zangeres                                                            | 1.3, 6.1, 6.3 |
| Lilianne Ploumen     | politica                                                            | 12.6 |
| Linda de Mol         | presentatrice en actrice                                            | 1.6, 1.9, 2.2, 2.4, 4.3, 4.4, 6.4, 6.6, 7.3, 8.3, 8.4, 8.6, 9.2 t/m 9.6, 10.2, 10.3, 11.2, 11.4, 11.6, 11.7, 12.2 |
| Lisette Brillemans   | kandidate van Holland's Got Talent                                  | 10.2 |
| Loretta Schrijver    | televisiepresentatrice                                              | 5.1 t/m 5.7, 8.5, 8.6, 11.2, 11.3, 11.7, 12.6                                                                     |
| Louis van Gaal       | voetbaltrainer                                                      | 2.7, 4.6, 6.6, 7.4                                                                                                |
| Louisa Janssen       | transgender, bekend van het TLC-programma "Onze transgender liefde" | 10.1 |
| Louise Fokkens       | prostituee op de Amsterdamse Wallen                                 | 5.2, 5.5 |
| Lucas Sanders        | personage uit Goede tijden, slechte tijden                          | 5.1 |
| Lucille Werner       | presentatrice                                                       | 1.1, 3.8, 8.5 |
| Lukas Blijdtschap    | personage uit 't Spaanse Schaep                                     | 3.9, 7.6 |
| Luuk Ikink           | omroepmedewerker                                                    | 6.2, 10.1, 12.1, 12.4                                                                                             |

### M
| Persoon                              | Bekend van...                                             | Aflevering(en)                                                                                 |
| ------------------------------------ | --------------------------------------------------------- | ---------------------------------------------------------------------------------------------- |
| Ma Flodder                           | personage uit Flodder                                     | 3.2, 3.6, 6.4                                                                                  |
| Ma Vrijmoeth                         | personage uit Ciske de Rat                                | 8.5                                                                                            |
| Maarten van Rossem                   | historicus                                                | 1.1, 1.5, 1.7, 1.10, 5.5, 6.1 t/m 6.3, 6.5, 8.2, 9.1, 10.1, 10.4, 11.2, 11.4, 11.6, 11.7, 12.4 |
| Madonna                              | zangeres                                                  | 4.6                                                                                            |
| Maik de Boer                         | stylist                                                   | 2.1 t/m 2.3, 2.5, 2.7, 3.2, 3.4, 3.9, 4.1 t/m 4.7, 5.5, 7.5                                    |
| Maike Meijer                         | actrice                                                   | 7.3, 7.4, 8.6                                                                                  |
| Marc Forno *                         | choreograaf & jurylid                                     | 1.1 t/m 1.3, 1.7, 2.5                                                                          |
| Marc-Marie Huijbregts * / **         | cabaretier, televisiepersoonlijkheid, acteur              | 1.1 t/m 1.5, 2.1, 2.2, 2.7, 2.8, 3.2, 4.4, 11.5, 11.7, 12.6 (stem)                             |
| Marcelino Lopez                      | psycholoog in Married at First Sight                      | 11.3, 11.7                                                                                     |
| Marco Borsato                        | zanger                                                    | 4.3, 4.7, 5.1 t/m 5.3, 5.7                                                                     |
| Marga Bult                           | zangeres en presentatrice                                 | 3.3, 3.4, 11.6, 11.7                                                                           |
| Marga Scheide                        | zangeres                                                  | 9.5                                                                                            |
| Margreet Spijker **                  | presentatrice                                             | 2.6                                                                                            |
| Margriet van der Linden              | journaliste                                               | 7.6, 9.4, 9.6, 12.6                                                                            |
| Mari van de Ven                      | visagist & haarstylist                                    | 1.3, 1.7, 2.6, 3.3, 3.4, 3.6, 4.2                                                              |
| Mariah Carey                         | Amerikaanse pop-/R&B-zangeres, producer en actrice        | 6.5                                                                                            |
| Marian Zuiderwijk                    | bingo-leidster uit Rondkomen in de Schilderswijk          | 7.1 t/m 7.6                                                                                    |
| Marianne Weber                       | zangeres                                                  | 2.6, 4.1                                                                                       |
| Marianne van Wijnkoop                | actrice en casting director                               | 1.1                                                                                            |
| Marieke Elsinga                      | presentatrice                                             | 9.6                                                                                            |
| Mariëlle Jongmans                    | trouwambtenaar van Married at First Sight                 | 12.4                                                                                           |
| Marijke Helwegen                     | mediapersoonlijkheid                                      | 1.3, 2.3, 3.1, 3.8, 4.1 t/m 4.7, 5.2, 12.5 (stem)                                              |
| Mariska Bauer                        | vrouw van Frans Bauer                                     | 1.5                                                                                            |
| Mark Laurenz                         | man van Bobbi Eden                                        | 7.1, 7.4, 7.5                                                                                  |
| Marlies Dekkers                      | modeontwerpster                                           | 3.3                                                                                            |
| Marlijn Weerdenburg                  | presentatrice, actrice en zangeres                        | 12.5                                                                                           |
| Mart Smeets **                       | presentator, journalist en sportcommentator               | 1.2, 1.3, 2.4, 2.7                                                                             |
| Martijn Krabbé                       | presentator                                               | 1.5, 1.7, 4.1, 4.5 t/m 4.7, 9.4                                                                |
| Martin Lee                           | zanger van Brotherhood of Man                             | 12.5                                                                                           |
| Martin Morero                        | personage uit Gooische Vrouwen                            | 2.3, 2.8, 4.2, 7.3                                                                             |
| Martin Rhode                         | personage uit The Bridge, gespeeld door Kim Bodnia        | 12.4                                                                                           |
| Martine Bijl                         | actrice, schrijfster en presentatrice                     | 6.1 t/m 6.3                                                                                    |
| Martine van Os                       | presentatrice en actrice                                  | 5.5                                                                                            |
| Mary Borsato                         | moeder van Marco Borsato, jurylid, eigenaar bruidsboetiek | 1.3, 1.4, 1.7, 11.3, 11.7                                                                      |
| Matthijs van Nieuwkerk               | presentator van De Wereld Draait Door                     | 4.4                                                                                            |
| Maurice Wijnen                       | theater- en televisiemaker                                | 1.1, 1.2                                                                                       |
| Max Verstappen                       | autocoureur                                               | 8.6                                                                                            |
| Maxime Sanders                       | personage uit Goede tijden, slechte tijden                | 7.4                                                                                            |
| Meester Bruis                        | personage uit Ciske de Rat                                | 8.5                                                                                            |
| Melisa van der Meijde                | vrouw van Andy van der Meijde                             | 7.1 t/m 7.6                                                                                    |
| Menno de Waard                       | personage uit Moordvrouw                                  | 7.4, 7.5                                                                                       |
| Michael Abspoel                      | stem van Man bijt hond                                    | 11.6                                                                                           |
| Michael Jackson                      | Amerikaans zanger en poplegende                           | 1.9, 4.4, 4.7, 5.2                                                                             |
| Michael van der Plas                 | man van Barbie                                            | 5.1, 5.7, 8.3, 8.4                                                                             |
| Michelle Visage                      | copresentatrice RuPaul's Drag Race                        | 11.5                                                                                           |
| Mien Dobbelsteen                     | personage uit Zeg 'ns Aaa                                 | 1.6                                                                                            |
| Miley Cyrus                          | Amerikaans actrice en zangeres                            | 6.2                                                                                            |
| Miranda Hobbes                       | personage uit Sex and the City                            | 3.8                                                                                            |
| Mireille Bekooij                     | presentatrice                                             | 1.9, 2.6                                                                                       |
| Miss Shirley Brahms                  | personage uit Are You Being Served?                       | 4.4                                                                                            |
| Monic Hendrickx                      | actrice en presentatrice                                  | 9.3                                                                                            |
| Monique Smit                         | zangeres                                                  | 6.5                                                                                            |
| Morticia Addams                      | personage uit The Addams Family                           | 3.1                                                                                            |
| Mr. Wilberforce Claybourne Humphries | personage uit Are You Being Served?                       | 4.4                                                                                            |
| Myrna Goossen                        | presentatrice                                             | 1.3                                                                                            |

### N
| Persoon               | Bekend van...                             | Aflevering(en)                                                            |
| --------------------- | ----------------------------------------- | ------------------------------------------------------------------------- |
| Nadège Coffinet       | huishoudster in Chateau Meiland           | 11.2, 11.7, 12.3                                                          |
| Najib Amhali          | cabaretier                                | 12.3                                                                      |
| Nana Mouskouri        | Griekse zangeres                          | 4.5                                                                       |
| Natasja Froger        | vrouw van René Froger en presentatrice    | 2.1, 2.5, 2.8, 3.2, 3.6, 4.1 t/m 4.7, 5.7, 7.2, 8.3, 8.4, 9.5, 11.4, 11.7 |
| Nathalie Makoma       | zangeres                                  | 1.1                                                                       |
| Neef Herbert          | personage uit De Familie Knots            | 9.4                                                                       |
| Nel Donders           | moeder van Roy Donders                    | 6.1                                                                       |
| Nel Kooiman           | personage uit Toen was geluk heel gewoon  | 6.5                                                                       |
| Nel Veerkamp          | persoonlijkheid uit De Veerkampjes        | 2.7                                                                       |
| Nelleke van der Krogt | presentatrice                             | 1.3, 7.1 t/m 7.5                                                          |
| Nelleke Rimmelzwaan   | couturespecialist                         | 7.5                                                                       |
| Nellie Oleson         | personage uit Little House on the Prairie | 3.5                                                                       |
| Nick Schilder         | zanger                                    | 4.6                                                                       |
| Nico Dijkshoorn       | columnist, dichter en schrijver           | 2.5                                                                       |
| Nicole Buch           | televisiepresentatrice en producente      | 9.1                                                                       |
| Nicolette van Dam     | actrice en presentatrice                  | 1.9                                                                       |
| Nielson               | singer-songwriter                         | 7.2                                                                       |
| Niles                 | personage uit The Nanny                   | 2.6, 2.8                                                                  |

### O
| Persoon         | Bekend van...                                           | Aflevering(en)               |
| --------------- | ------------------------------------------------------- | ---------------------------- |
| Olcay Gulsen    | kandidaat van Wie is de Mol? 2018                       | 9.6                          |
| Olga Commandeur | oud-atlete                                              | 5.1 t/m 5.7                  |
| Oma Knots       | personage uit De Familie Knots                          | 9.4                          |
| Onslow          | personage uit Schone Schijn                             | 2.5, 2.8, 3.2, 3.4           |
| Opa Knots       | personage uit De Familie Knots                          | 9.4                          |
| Oprah Winfrey   | Amerikaans praatprogrammapresentatrice                  | 1.4                          |
| Orgel Joke      | internetbekendheid                                      | 12.1 t/m 12.6                |
| Otto Flick      | personage uit 'Allo 'Allo!                              | 2.2, 2.8, 3.3, 3.6, 6.3      |
| Owen Schumacher | tekstschrijver en jurist                                | 3.2                          |
| Özcan Akyol     | presentator van Sterren op het Doek en De Geknipte Gast | 11.3, 11.7, 12.1, 12.3, 12.6 |

### P
| Persoon                | Bekend van...                                                                            | Aflevering(en)                                                 |
| ---------------------- | ---------------------------------------------------------------------------------------- | -------------------------------------------------------------- |
| Paskal Jakobsen        | zanger van BLØF                                                                          | 10.1                                                           |
| Patricia Paay *        | jurylid en zangeres                                                                      | 1.2, 1.5, 2.3, 2.4, 3.1, 3.6, 4.1 t/m 4.7, 9.3, 11.4, 11.6     |
| Patrick van der Eem    | ondernemer die bekend werd door zijn bijdrage aan het tv-programma van Peter R. de Vries | 1.3                                                            |
| Patsy Stone            | personage uit Absolutely Fabulous                                                        | 2.7                                                            |
| Patty Brard            | televisiepersoonlijkheid en zangeres                                                     | 1.7, 4.1 t/m 4.7, 5.1 t/m 5.7, 6.4, 6.6, 8.1 t/m 8.6, 9.5      |
| Paul Groot             | cabaretier en acteur                                                                     | 3.2                                                            |
| Paul de Leeuw          | presentator                                                                              | 2.1, 2.3, 2.4                                                  |
| Paul Turner            | finalist uit The voice of Holland                                                        | 5.1 t/m 5.7                                                    |
| Paul Verhoeven         | regisseur                                                                                | 4.2                                                            |
| Peggy Bundy            | personage uit Married... with Children                                                   | 3.3, 3.6                                                       |
| Penney de Jager        | danseres, choreograaf en zangeres                                                        | 1.3, 12.1 t/m 12.4                                             |
| Pepijn Bierenbroodspot | presentator                                                                              | 2.1, 5.2                                                       |
| Peter van der Hurk     | paragnost                                                                                | 3.2, 3.4                                                       |
| Peter Pannekoek        | stand-upcomedian                                                                         | 9.4                                                            |
| Peter R. de Vries      | misdaadverslaggever                                                                      | 1.3, 1.4, 1.6, 1.8, 2.3, 2.4, 3.5, 4.5 t/m 4.7, 5.6, 8.4, 10.1 |
| Peter Jan Rens         | presentator, acteur en schrijver                                                         | 7.1, 7.4                                                       |
| Phil McGraw            | Amerikaans psycholoog en presentator                                                     | 6.1, 6.3                                                       |
| Philip Freriks         | nieuwslezer en presentator                                                               | 1.6, 2.4, 9.1, 12.4, 12.5 (stem)                               |
| Philippe Geubels       | Belgisch comedian                                                                        | 8.1 t/m 8.4, 8.6                                               |
| Phoebe Buffay          | personage uit Friends                                                                    | 9.5                                                            |
| Pia Douwes             | musicalster                                                                              | 2.5, 2.7                                                       |
| Pierre Bokma           | acteur                                                                                   | 8.5                                                            |
| Pierre Kartner **      | zanger en tekstschrijver                                                                 | 2.6, 3.4                                                       |
| Piet Paulusma          | weerman                                                                                  | 1.1, 2.4, 3.8, 7.3                                             |
| Pieter Derks           | cabaretier en columnist                                                                  | 6.1, 6.5                                                       |
| Pieter van Vollenhoven | echtgenoot van Prinses Margriet                                                          | 2.4                                                            |
| Plien van Bennekom     | actrice en cabaretière                                                                   | 7.1 t/m 7.3                                                    |
| Prem Radhakishun       | advocaat en presentator                                                                  | 1.1                                                            |
| Prins Charles          | Zijne Koninklijke Hoogheid Prins van Wales                                               | 3.9                                                            |
| Prins Charles          | personage uit The Crown, gespeeld door Josh O'Conner                                     | 12.4                                                           |
| Prinses Beatrix        | prinses der Nederlanden                                                                  | 3.9, 4.2, 4.5, 4.7, 5.4, 5.7                                   |
| Prinses Christina      | prinses der Nederlanden                                                                  | 2.4                                                            |
| Prinses Eloise         | prinses der Nederlanden                                                                  | 12.1                                                           |
| Prinses Laurentien     | prinses der Nederlanden                                                                  | 2.4, 4.2, 4.5, 4.7, 12.1                                       |
| Prinses Máxima         | prinses der Nederlanden                                                                  | 2.1, 2.4, 3.5, 4.3, 5.4, 11.6                                  |

### Q
| Persoon          | Bekend van...                             | Aflevering(en)   |
| ---------------- | ----------------------------------------- | ---------------- |
| Quintis Ristie   | acteur en presentator                     | 5.1 t/m 5.5, 5.7 |
| Quinty Trustfull | televisiepresentatrice en voormalig model | 5.1 t/m 5.7      |

### R
| Persoon                  | Bekend van...                                                       | Aflevering(en)                                                                                 |
| ------------------------ | ------------------------------------------------------------------- | ---------------------------------------------------------------------------------------------- |
| Rachel Hazes             | weduwe van de overleden zanger André Hazes                          | 3.6, 3.9, 5.3, 8.2, 11.4, 11.7                                                                 |
| Rafael van der Vaart     | voetballer                                                          | 5.1, 5.6, 5.7                                                                                  |
| Ramses Shaffy            | chansonnier en acteur                                               | 6.1                                                                                            |
| Raoul Heertje            | schrijver, stand-upcomedian en vaste gast bij Dit was het nieuws    | 4.1, 4.3, 4.5                                                                                  |
| Raven van Dorst          | muzikant en presentator                                             | 9.4                                                                                            |
| Reini van Lennep-Hermans | personage uit Medisch Centrum West                                  | 9.2                                                                                            |
| Reinout Oerlemans        | regisseur, producer en acteur                                       | 4.6, 6.6                                                                                       |
| René Artois              | personage uit 'Allo 'Allo!                                          | 6.3, 6.6                                                                                       |
| René le Blanc            | volkszanger                                                         | 12.1                                                                                           |
| René Froger **           | zanger                                                              | 2.1, 2.5, 2.6, 2.8, 3.2, 3.4, 3.6, 4.1 t/m 4.7, 5.7, 7.4, 7.5, 8.2, 8.4, 9.5, 10.3, 11.4, 11.7 |
| René van der Gijp        | oud-profvoetballer en mediapersoonlijkheid                          | 3.3, 3.4, 3.6, 3.9, 4.1 t/m 4.7, 5.1 t/m 5.7, 6.1 t/m 6.5, 9.2, 10.2, 12.3, 12.4               |
| René Mioch               | presentator en filmkenner                                           | 6.4                                                                                            |
| Richard Bouquet          | personage uit Schone Schijn                                         | 3.2                                                                                            |
| Richard Carpenter        | zanger van The Carpenters                                           | 12.4                                                                                           |
| Richard Groenendijk      | cabaretier, musicalartiest, presentator, acteur                     | 8.1 t/m 8.6                                                                                    |
| Richard Lestrange        | personage uit The Blue Lagoon                                       | 6.6                                                                                            |
| Riek Balk                | personage uit 't Spaanse Schaep                                     | 3.9, 7.6                                                                                       |
| Rob Geus                 | presentator van De Smaakpolitie                                     | 4.5, 4.7                                                                                       |
| Rob Goossens             | journalist en deskundige RTL Boulevard                              | 12.1, 12.4                                                                                     |
| Rob Verlinden            | tuinman en presentator                                              | 7.6                                                                                            |
| Robbie Williams          | Brits popzanger                                                     | 5.1, 6.2, 6.3, 8.6                                                                             |
| Robèrt van Beckhoven     | banketbakker, jurylid Heel Holland Bakt                             | 8.1 t/m 8.4                                                                                    |
| Robert ten Brink         | presentator                                                         | 3.6, 6.5                                                                                       |
| Robert Jensen            | radio-dj en presentator                                             | 2.4                                                                                            |
| Robert Schoemacher       | plastisch chirurg                                                   | 2.6                                                                                            |
| Robin van Persie         | voetballer                                                          | 5.4                                                                                            |
| Robin Thicke             | Canadees-Amerikaans zanger                                          | 6.2                                                                                            |
| Rocky Balboa             | bokser gespeeld door Sylvester Stallone                             | 4.6                                                                                            |
| Roel van Velzen          | zanger en muzikant                                                  | 4.1 t/m 4.7, 5.6, 9.3                                                                          |
| Rogier Smit              | presentator van Paleis voor een prikkie                             | 9.6, 11.2, 11.7, 12.2                                                                          |
| Rolf Sanchez             | artiest                                                             | 12.3                                                                                           |
| Romy Monteiro            | musicalartieste, zangeres                                           | 8.1                                                                                            |
| Ron Brandsteder          | presentator, revue-artiest, zanger en komiek                        | 1.9, 2.1, 2.3 t/m 2.5, 3.1                                                                     |
| Ronnie Flex              | rapper                                                              | 9.3, 9.5                                                                                       |
| Ronny Rosenbaum          | miljonair, ex-partner van Tatjana Šimić                             | 2.1                                                                                            |
| Rop Verheijen            | presentator en acteur                                               | 12.5                                                                                           |
| Rowan Janssen            | transgender, bekend van het TLC-programma "Onze transgender liefde" | 10.1                                                                                           |
| Roy Donders              | ondernemer en stylist                                               | 6.1 t/m 6.3, 6.5                                                                               |
| Ruben van der Meer       | acteur en cabaretier                                                | 8.6                                                                                            |
| Rutger Castricum         | journalist en presentator                                           | 6.2, 6.6                                                                                       |
| Ruud Schepers            | toyboy van Onno Hoes                                                | 6.4, 6.6                                                                                       |
| Ruxandra                 | personage uit Familie Kruys                                         | 7.6                                                                                            |

### S
| Persoon             | Bekend van...                                        | Aflevering(en)                       |
| ------------------- | ---------------------------------------------------- | ------------------------------------ |
| Sabia Boulahrouz    | Duits voetbalvrouw en socialite                      | 8.2                                  |
| Salvador Sobral     | zanger en winnaar van het Eurovisiesongfestival 2017 | 9.1                                  |
| Sandra Schuurhof    | presentatrice                                        | 5.5                                  |
| Sandra Ysbrandy     | culinair televisiepersoonlijkheid                    | 8.1, 8.2                             |
| Sanne Hans          | zangeres                                             | 8.3, 8.5, 8.6                        |
| Sari van Veenendaal | keepster bij het Nederlands vrouwenvoetbalelftal     | 11.3                                 |
| Sheriff Rosco       | personage uit The Dukes of Hazzard                   | 5.4                                  |
| Sieneke             | zangeres                                             | 2.6                                  |
| Simon Keizer        | zanger                                               | 4.6                                  |
| Simone Kleinsma     | musicalartieste, zangeres, actrice                   | 8.2                                  |
| Simone Walraven     | actrice en presentatrice                             | 3.1                                  |
| Sis van Rossem      | kunsthistorica en zus van Maarten van Rossem         | 10.1, 10.4                           |
| Sissi               | personage uit de filmtrilogie Sissi                  | 3.3, 3.6                             |
| Sjakie van Kooten   | personage uit de serie Flodder                       | 3.2, 6.4                             |
| Sonia Pereira       | paragnoste                                           | 6.2, 6.4                             |
| Sonja Bakker        | diëtiste en presentatrice                            | 1.4, 3.6                             |
| Sophie Hilbrand     | actrice en presentatrice                             | 4.5                                  |
| Soundos El Ahmadi   | stand-upcomedian en presentatrice                    | 9.4                                  |
| Spike               | gitarist van DI-RECT                                 | 7.1 t/m 7.6                          |
| Stacey Rookhuizen   | onderneemster en jurylid                             | 1.5, 1.7                             |
| Stephan Derrick     | personage uit Derrick                                | 3.3                                  |
| Suzanne Kramer      | personage uit Celblok H                              | 7.4                                  |
| Sven Kockelmann     | journalist en tv-presentator                         | 6.6, 12.6                            |
| Sylvie Meis         | presentatrice, actrice, model en voetbalvrouw        | 3.3, 5.1, 5.6, 5.7, 6.1 t/m 6.3, 6.5 |

### T
| Persoon                      | Bekend van...                                           | Aflevering(en)                                  |
| ---------------------------- | ------------------------------------------------------- | ----------------------------------------------- |
| Tabatha Coffey               | Australisch haarstyliste en televisiepersoonlijkheid    | 5.2                                             |
| Tante Til                    | personage uit De Familie Knots                          | 9.4                                             |
| Tatjana Šimić                | model, zangeres, actrice en sekssymbool                 | 2.1, 3.5, 3.8, 4.6, 4.7                         |
| Teresa "Tere" González Largo | personage uit de Spaanse serie Vis a vis                | 11.6                                            |
| Theo Hiddema                 | advocaat en politicus van Forum voor Democratie         | 10.2, 10.3                                      |
| Thomas Acda                  | cabaretier, acteur en zanger                            | 4.1, 4.3, 4.5, 4.7                              |
| Thomas Kruys                 | personage uit Familie Kruys                             | 7.6                                             |
| Timor Steffens               | danser, jurylid                                         | 8.1, 8.6                                        |
| Tino Martin                  | zanger                                                  | 11.6                                            |
| Tjeerd Oosterhuis            | muziekproducent                                         | 5.6                                             |
| Tjitske Reidinga             | actrice                                                 | 7.3                                             |
| Tom Egbers                   | sportjournalist                                         | 7.4, 7.6                                        |
| Tonny Eyk                    | componist, accordeonist, pianist, producer en schrijver | 3.1                                             |
| Tooske Ragas                 | presentatrice, actrice en zangeres                      | 9.3, 12.5                                       |
| Trijntje Oosterhuis          | zangeres                                                | 3.9, 5.1 t/m 5.3, 5.6, 5.7, 7.1, 7.5, 7.6, 10.3 |

### U
| Persoon       | Bekend van...                                     | Aflevering(en) |
| ------------- | ------------------------------------------------- | -------------- |
| Uri Geller    | Israëlische televisiepersoonlijkheid en mentalist | 1.7, 1.8       |
| Ushi Hirosaki | typetje van Wendy van Dijk                        | 4.3, 4.7       |

### V
| Persoon          | Bekend van...                           | Aflevering(en) |
| ---------------- | --------------------------------------- | -------------- |
| Valerio Zeno     | televisiepresentator en acteur          | 5.1 t/m 5.7    |
| Vanessa Heymans  | inwoner van Utopia                      | 6.5, 6.6       |
| Victor Mids      | illusionist en presentator van Mindf*ck | 9.1, 9.6       |
| Vincent de Kort  | jurylid bij Maestro                     | 11.5           |
| Viola Holt       | presentatrice                           | 1.9            |
| Virginia van Eck | vriendin van Peter Jan Rens             | 7.1, 7.4       |

### W
| Persoon                | Bekend van...                       | Aflevering(en)          |
| ---------------------- | ----------------------------------- | ----------------------- |
| Waylon                 | zanger                              | 7.1, 8.3, 8.4, 8.6      |
| Wendy van Dijk         | actrice en presentatrice            | 1.5, 1.7                |
| Wibi Soerjadi          | pianist                             | 4.5                     |
| Willeke Alberti        | zangeres en actrice                 | 2.4                     |
| Willem Nijholt         | acteur, zanger en juryvoorzitter    | 1.6                     |
| Willem Reimers         | hotelier                            | 9.2                     |
| Willem Ruis            | presentator                         | 9.6                     |
| Willemijn Veenhoven    | presentatrice                       | 11.6, 11.7              |
| William Rutten         | fotograaf                           | 9.3, 12.3               |
| Wilma Nanninga **      | journaliste                         | 1.2, 1.3, 1.5, 2.2, 6.5 |
| Wim Kieft              | voormalig profvoetballer            | 6.1 t/m 6.3, 6.5        |
| Wim Sonneveld          | cabaretier en zanger                | 6.6                     |
| Winston Gerschtanowitz | acteur en presentator               | 1.3, 1.5                |
| Wouke van Scherrenburg | journalist en politiek verslaggever | 7.2, 7.4                |
| Wouter Hamel           | zanger                              | 8.3                     |

### X
| Persoon      | Bekend van...                                                             | Aflevering(en) |
| ------------ | ------------------------------------------------------------------------- | -------------- |
| Xenia Kasper | Duitse manager (van o.a. Linda de Mol en Bridget Maasland) en schrijfster | 8.1 t/m 8.3    |

### Y
| Persoon                         | Bekend van...                                                              | Aflevering(en)          |
| ------------------------------- | -------------------------------------------------------------------------- | ----------------------- |
| Yari                            | personage uit Gooische Vrouwen                                             | 2.3, 2.8                |
| Ymke Wieringa                   | mediapersoonlijkheid, bekend van Take Me Out en Echte meisjes in de jungle | 4.1 t/m 4.7, 5.3        |
| Yoda                            | personage uit Star Wars                                                    | 3.5                     |
| Yolanthe Cabau van Kasbergen ** | actrice, presentatrice en model                                            | 2.6, 2.7, 3.8, 8.4      |
| Youp van 't Hek                 | cabaretier                                                                 | 2.2, 3.1                |
| Yvette Carte-Blanche            | personage uit 'Allo 'Allo!                                                 | 2.2, 2.8, 3.3, 3.6, 6.3 |
| Yvon Jaspers                    | presentatrice                                                              | 2.3, 3.9, 4.4, 7.1, 7.5 |

### Z
| Persoon              | Bekend van... | Aflevering(en)        |
| -------------------- | ------------- | --------------------- |
| Zanger Rinus         | zanger        | 4.2, 4.5 t/m 4.7, 5.2 |
| Zangeres Zonder Naam | zangeres      | 6.6                   |

## Gastrollen van BN'ers
In De TV Kantine worden regelmatig gastrollen vertolkt door echte bekende en onbekende Nederlanders. Hieronder volgt een overzicht.
Personages die te zien zijn in de bekendmaking van de Top 10 TV-momenten op het Televizier-Ring Gala 2020 zijn met (***) aangegeven.

### A
| Persoon                | Rol in De TV Kantine | Aflevering(en)                                                                         |
| ---------------------- | --- | -------------------------------------------------------------------------------------- |
| Ad Visser              | presentator Toppop | 12.6                                                                                   |
| Adje                   | bedpartner van Mary Borsato | 1.3                                                                                    |
| Alain Clark            | RuPaul: Amerikaanse dragqueen Pierre van Hooijdonk: oud-voetballer, voetbalanalist | 10.5, 11.5 11.3, 11.7                                                                  |
| Albert Verlinde        | werd tijdens het zoenen met Vader Abraham door videocamera's betrapt | 2.6                                                                                    |
| André Hazes jr.        | Luke Duke: personage uit The Dukes of Hazzard Ciske de Rat | 5.4 8.5                                                                                |
| Angela Groothuizen     | jurylid bij Het Gouden TV-Idee | 1.1                                                                                    |
| Angela de Jong         | jurylid bij The Voice Senior | 9.4                                                                                    |
| Anna Nooshin           | Mike Wheeler: personage uit Stranger Things | 9.2                                                                                    |
| Annick Boer            | Erica Meiland in Chateau Meiland Floor Jansen: zangeres van de Finse metalband Nightwish Chantal uit Married at First Sight Bridget Maasland Tjitske Reidinga Anouk Mariska Bauer Dolly Parton Eva Jinek *** | 11.2, 11.7 11.3, 11.6, 11.7 11.3, 11.7 11.4, 11.7 11.4 11.6, 11.7, 12.2 11.6 12.2 12.6 |
| Anny Schilder          | jurylid bij Volendams Next Top Model en actrice bij Volendamse Vrouwen | 2.3                                                                                    |
| Antoinette Hertsenberg | zichzelf als heks in The Wizard of Tros | 3.8                                                                                    |
| Arie Boomsma           | Batman | 3.1, 3.5                                                                               |
| Arie Ribbens           | zit in de koelkast van Maarten van Rossem | 5.5                                                                                    |

### B
| Persoon             | Rol in De TV Kantine                                                                                         | Aflevering(en)                     |
| ------------------- | --- | ---------------------------------- |
| Barbara Straathof   | prinses op het witte paard                                                                                   | 5.6                                |
| Barbie              | Barbiepop | 3.6                                |
| Bastiaan van Schaik | jurylid bij Volendams Next Top Model                                                                         | 2.3                                |
| Björn de Vries      | Martien Meiland (bekend van Chateau Meiland)                                                                 | 11.2, 11.4, 11.6, 11.7, 12.2, 12.3 |
| Britt Dekker        | zuster Britt in de serie Are You Being Served?                                                               | 4.4, 4.7                           |
| Buddy Vedder        | Igone de Jongh Sofiane Boussaadia Lil' Kleine Splinter Chabot Marty McFly (personage uit Back to the Future) | 8.1 9.1 10.3 11.5, 11.7, 12.5 12.3 |

### C
| Persoon         | Rol in De TV Kantine | Aflevering(en)                                            |
| --------------- | --- | --------------------------------------------------------- |
| Carly Wijs      | Monica Geller: personage uit Friends | 9.5                                                       |
| Caroline Tensen | prijswinnares van de Postcodeloterij | 1.2                                                       |
| Cas Spijkers    | kandidaat in het programma van Gordon Ramsay | 1.7                                                       |
| Catherine Keyl  | gast bij 20 jaar RTL een van de gasten van het praatprogramma van Dame Edna | 1.9 5.3                                                   |
| Chantal Huf     | zichzelf in Married at First Sight | 11.3, 11.7                                                |
| Chantal Janzen  | Helga Geerhart: personage uit 'Allo 'Allo! Barbie: realityster Melania Trump: model, vrouw van Donald Trump Mariska Bauer: vrouw van Frans Bauer Sandra Stevens van Brotherhood of Man | 2.2, 3.3, 3.6, 6.3 5.1, 8.3, 8.4 8.1, 8.4 10.1, 10.6 12.5 |
| Claire Bender   | Montana Meiland in Chateau Meiland | 11.2                                                      |
| Cornald Maas    | Sieneke na de metamorfose | 2.6                                                       |
| Cynthia Abma    | Wendy van Dijk | 12.3                                                      |
| Cystine Carreon | Tippiwan | 3.1                                                       |

### D
| Persoon         | Rol in De TV Kantine                                                              | Aflevering(en) |
| --------------- | --------------------------------------------------------------------------------- | -------------- |
| Daphne Deckers  | Carrie Bradshaw: personage uit Sex and the City                                   | 3.8            |
| Dennis Weening  | zichzelf als presentator van Bizarre eters                                        | 7.6            |
| Derek Ogilvie   | deelnemer aan Jouw Programma, Mijn Programma                                      | 3.2            |
| Dirk Taat       | The Mask, blijkt later Karl Noten te zijn                                         | 1.7            |
| Dirk Zeelenberg | Tamar Mendelbaum: personage uit Divorce                                           | 7.2, 7.5       |
| Dries Roelvink  | deelnemer aan het 'Entertainersteam' in Sterrenslag en als zichzelf & Kim Holland | 1.2, 3.9       |
| Dilan Yurdakul  | Mel B: jurylid van America's Got Talent                                           | 10.2, 10.3     |

### E
| Persoon             | Rol in De TV Kantine | Aflevering(en) |
| ------------------- | --- | --- |
| Eddy Zoëy           | zichzelf als presentator van Take Me Out | 4.1 |
| Edsilia Rombley     | Nicky Stevens van Brotherhood of Man | 12.5 |
| Elise Schaap        | Sylvie Meis Chantal Janzen: presentatrice Estelle Cruijff: kandidaat van Het perfecte plaatje Lil' Kleine: artiest Maan: zangeres van Kreun Voor Mij Olcay Gulsen: modeontwerpster en verslaggeefster RTL Boulevard Nikkie Plessen *** Famke Louise *** Lady Gaga Davina Michelle: zangeres Britt Dekker Ryanne van Dorst Samantha Steenwijk Anna Nooshin Zulema Zahir: personage uit de Spaanse serie Vis a vis Nienke Plas Duncan Laurence Getty Kaspers Marieke Elsinga Koningin Maxima Lida Bond (George Baker Selection) Fidan Ekiz Roos Reedijk: interieurstyliste in Kopen Zonder Kijken Miljuschka Witzenhausen Nicolette van Dam Emma Heesters Melania Trump Bibi Breijman Emma Wortelboer Margaret Thatcher/Gillian Anderson uit The Crown Karen Carpenter Elizabeth Harmon/Anya Taylor-Joy uit The Queen's Gambit Saga Norén/Sofia Helin uit The Bridge Taylor Dayne Lisle von Rhoman, personage uit de film Death Becomes Her, gespeeld door Isabella Rossellini Pommelien Thijs Gaby Blaaser *** stagiaire John de Mol Dionne Stax | 8.3, 8.4, 8.6 8.6, 11.6, 11.7, 12.3 9.3 9.5 9.6, 10.3, 12.2 10.1, 10.3, 11.4, 11.7, 12.1, 12.4 10.2, 12.1, 12.2 10.4 10.6 11.2, 11.7, 12.3 11.2, 11.4, 11.6, 12.3 11.3 11.6 11.4, 11.5, 11.7 11.6, 11.7 11.6, 11.7 12.1, 12.4 12.1 12.2 12.2, 12.5 12.2 12.3 12.4 12.5 12.6 |
| Ellen ten Damme     | Ludovica: personage uit de filmtrilogie Sissi | 3.3, 3.6 |
| Eric van Tijn       | Super Eric | 2.7 |
| Erik de Vogel       | Frank Jansen: presentator van Paleis voor een prikkie Walter Vermeer (trouwambtenaar van Married at First Sight) | 9.6, 10.5, 11.2, 11.7 12.4 |
| Esmée van Kampen    | Penelope García (Kirsten Vangsness), personage uit Criminal Minds Eleven: personage uit Stranger Things Stephanie Mangano Frances "Baby" Houseman: personage uit Dirty Dancing Montserrat Caballé | 8.4 9.3 9.3 9.4 10.5 |
| Estelle Cruijff     | Rachel Green, personage uit Friends | 9.5 |
| Everon Jackson Hooi | Derek Morgan (Shemar Moore), personage uit Criminal Minds Sergio Vyent van First Dates | 8.4 12.2 |

### F
| Persoon                 | Rol in De TV Kantine                                                     | Aflevering(en) |
| ----------------------- | ------------------------------------------------------------------------ | -------------- |
| Famke Louise            | zichzelf                                                                 | 10.2           |
| Ferry Doedens           | Dan Karaty                                                               | 8.1            |
| Fiona Hering            | Samantha Jones: personage uit Sex and the City                           | 3.8            |
| Francis van Broekhuizen | Queen Elizabeth, personage uit The Crown, gespeeld door Olivia Colman    | 12.4           |
| Frank Dane              | Spencer Reid (Matthew Gray Gubler): personage uit Criminal Minds         | 8.4            |
| Frank Jansen            | zichzelf                                                                 | 11.2, 11.7     |
| Frans Bauer             | Crabtree: personage uit 'Allo 'Allo! zichzelf bij Schone Schijn          | 2.2 2.5        |
| Frans Molenaar          | Captain Peacock in de serie Are You Being Served?                        | 4.4, 4.7       |
| Fred van Leer           | cameo zichzelf en verkleed als dragqueen bij RuPaul's Drag Race zichzelf | 7.6 11.5 12.1  |
| Frits Huffnagel         | Koning Willem-Alexander                                                  | 12.1           |

### G
| Persoon            | Rol in De TV Kantine | Aflevering(en)   |
| ------------------ | --- | ---------------- |
| Gallyon van Vessem | zichzelf als achtergrondzangeres bij Wham! | 11.2             |
| Georgina Verbaan   | Saffy: personage uit Absolutely Fabulous | 2.7              |
| Ger Otte           | loopt als Tarzan door de TV Kantine en als Ambtenaar van de Burgerlijke Stand                                                                             | 1.7              |
| Gerard Ekdom       | Henk Westbroek | 11.6             |
| Gerard Joling      | genomineerd voor de Televizierring voor de Beste TV-man van het jaar pop in Toy Story moedigt Patty Brard aan Michelle Dubois: personage uit 'Allo 'Allo! | 1.3 5.4 5.5 6.3  |
| Getty Kaspers      | zichzelf | 11.6             |
| Gigi Ravelli       | krijgt van Evert Santegoeds te horen dat er een sekstape van haar is en ze wordt toegezongen door Ivo Niehe                                               | 1.5              |
| Glennis Grace      | Kim Appleby van het duo Mel & Kim zichzelf | 11.4 12.1        |
| Goedele Liekens    | zichzelf als klant in de winkel van Roy Donders | 6.1              |
| Gordon             | Sylvia Rosenburg-Fine: personage uit The Nanny Martine Fokkens: prostituee op de Amsterdamse Wallen Mimi Labonq: personage uit 'Allo 'Allo!               | 2.6 5.2, 5.5 6.3 |

### H
| Persoon           | Rol in De TV Kantine                                            | Aflevering(en) |
| ----------------- | --------------------------------------------------------------- | -------------- |
| Hans Klok         | Buzz Lightyear: personage uit Toy Story                         | 5.4            |
| Henk Krol         | bezoeker van de sauna                                           | 1.4            |
| Henk Schiffmacher | datingpartner van Chantal in Married at First Sight             | 11.3, 11.7     |
| Herald Adolfs     | Alyn Ainsworth, dirigent op Songfestival bij Brotherhood of Man | 12.5           |
| Hinda Ferjani     | Doutzen Kroes                                                   | 12.4           |
| Humberto Tan      | Isaac: personage uit The Love Boat                              | 5.7            |

### I
| Persoon       | Rol in De TV Kantine | Aflevering(en)                                                                             |
| ------------- | --- | ------------------------------------------------------------------------------------------ |
| Ilse Warringa | Ilse DeLange: jurylid van The voice of Holland Heleen van Royen oma uit televisieprogramma Urk! Taylor Hayes: personage uit The Bold and the Beautiful Stella Bergsma Sonja Barend Lenny Kuhr Macarena Ferreiro Molina: personage uit de Spaanse serie Vis a vis Marion Koopmans *** Marije Knevel Madeline Ashton, personage uit Death Becomes Her, gespeeld door Meryl Streep Mona Keijzer | 9.6, 10.6, 11.6 10.1, 10.3 10.2 10.4 11.4 11.5, 11.7 11.6, 11.7 12.1, 12.3 12.5, 12.6 12.5 |

### J
| Persoon             | Rol in De TV Kantine                                                                       | Aflevering(en)    |
| ------------------- | ------------------------------------------------------------------------------------------ | ----------------- |
| Jamai Loman         | loopt als gast in de TV Kantine, omdat hij te gast is bij Life & Cooking                   | 1.2               |
| Jan Kooijman        | Danny de Jong: personage uit Goede tijden, slechte tijden Prins Hans: personage uit Frozen | 3.9 7.3           |
| Jan Smit            | Lee Sheridan van Brotherhood of Man                                                        | 12.5              |
| Jan Versteegh       | "Lucille Bal": dragqueen in RuPaul's Drag Race                                             | 11.5              |
| Jandino Asporaat    | Judeska: de vrouw van Michael Jackson                                                      | 5.2               |
| Jelka van Houten    | Roxeanne Hazes Juf Ank: personage uit De Luizenmoeder Esmée van Kampen                     | 9.1 9.3 9.3       |
| Jeroen van der Boom | sprekende boom in The Wizard of Tros Gerard Joling                                         | 3.8 11.2, 11.3    |
| Jim Bakkum          | Dave Roelvink André Hazes jr.                                                              | 7.2, 7.4, 7.5 8.2 |
| John van den Heuvel | agent die de TV Kantine bewaakt                                                            | 2.6               |
| Johnny de Mol       | Johnny Flodder                                                                             | 6.4               |
| Jonas Smulders      | Frenkie de Jong                                                                            | 10.6              |
| Joop Braakhekke     | moet de gepersifleerde Joop Braakhekke vervangen omdat hij weg moet                        | 1.6               |
| Joop van Tellingen  | roddelfotograaf bij het huwelijk van Patty Brard                                           | 1.7               |
| José Hoebee         | gast op het huwelijk van Patty Brard                                                       | 1.7               |

### K
| Persoon               | Rol in De TV Kantine | Aflevering(en)       |
| --------------------- | --- | -------------------- |
| Kaj Gorgels           | Jan Versteegh: presentator van 6 Inside | 10.4                 |
| Kasper van Kooten     | Johan Derksen: gast van Voetbal Inside Wilfred Genee: presentator Voetbal Inside                                                                      | 8.6, 9.2, 10.3 9.2   |
| Kees Tol              | Kees Flodder | 6.4                  |
| Kelly van der Veer    | deelneemster aan het Groot Dictee der Nederlandse Taal klant in de TV Kantine                                                                         | 2.4 2.5              |
| Kim Holland           | haar fictieve vrome tweelingzus Karin Holland gitarist van Europe                                                                                     | 1.6 10.1             |
| Kim-Lian van der Meij | jong talent dat naar Omroep MAX wil Chantal Janzen Plezier: personage uit Binnenstebuiten Geneviève Fox Zouwer: deelnemer van Oh oh Daar gaan we weer | 5.5 7.1, 7.4 8.3 8.4 |
| Klaas Wilting         | Harry Klein: personage uit Derrick | 3.3                  |

### L
| Persoon            | Rol in De TV Kantine | Aflevering(en)      |
| ------------------ | --- | ------------------- |
| Leendert de Ridder | André Hazes jr. | 11.4, 11.7          |
| Leontine Borsato   | Edith Melba Artois: personage uit de comedy 'Allo 'Allo!                                                                                        | 3.3, 6.3            |
| Lieke van Lexmond  | Wednesday Addams: personage uit The Addams Family Iris Frederix: coach in Project Rembrandt Vivienne van den Assem: presentatrice RTL Boulevard | 3.1 10.3 11.4, 11.7 |
| Lonny Gerungan     | wokker in The Wokking Dead | 6.5                 |
| Loretta Schrijver  | Rose Nylund: personage uit The Golden Girls Prinses Beatrix Janny van der Heijden                                                               | 2.7 12.1 12.6       |
| Luuk Ikink         | Eric Koning: personage uit Medisch Centrum West                                                                                                 | 9.2                 |

### M
| Persoon                | Rol in De TV Kantine | Aflevering(en)                                         |
| ---------------------- | --- | ------------------------------------------------------ |
| Maan                   | Wednesday Addams: personage uit The Addams Family | 9.3                                                    |
| Maarten Heijmans       | Beau van Erven Dorens Thierry Baudet Matthijs van Nieuwkerk Frits Sissing Waylon                                                                          | 10.1, 12.3, 12.4, 12.6 10.2 11.5, 11.7 11.5 11.6, 11.7 |
| Maik de Boer           | zichzelf in Absolutely Fabulous gitarist van Europe | 2.7 10.1                                               |
| Marc Klein Essink      | zichzelf in Medisch Centrum West | 9.2                                                    |
| Marc van der Linden    | zit verkleed in de TV Kantine als Jurriaan de Cock om niet herkend te worden en om aan zijn roddels te komen (de hele uitzending ligt hij dood aan tafel) | 1.4                                                    |
| Marco Borsato          | Kapitein Bertorelli: personage uit 'Allo 'Allo! | 6.3                                                    |
| Mari van de Ven        | verliefd op George Michael zichzelf in Tabatha Takes Over Conchita Wurst                                                                                  | 3.6 5.2 7.1                                            |
| Marian Zuiderwijk      | cameo | 7.6                                                    |
| Mariëlle Jongmans      | zichzelf (trouwambtenaar Married at First Sight) | 12.4                                                   |
| Marit van Bohemen      | Heidi Klum: jurylid van America's Got Talent | 10.2, 10.3                                             |
| Martijn Weerink        | Marvin Breukhoven, de zoon van Hans en Connie Breukhoven                                                                                                  | 1.2                                                    |
| Martine Sandifort      | Caroline Tensen aan de desk bij 6 Inside Suzan Stortelder van het zangduo Suzan & Freek Anita Meyer                                                       | 10.4 10.4 11.3, 11.6                                   |
| Mary Borsato           | gast op het huwelijk van Patty Brard Madame Fanny La Fan uit 'Allo 'Allo!                                                                                 | 1.7 6.3                                                |
| Matthijs van Nieuwkerk | zit bij Marc-Marie Huijbregts (gespeeld door Carlo) en Kim Holland (Irene)                                                                                | 2.1                                                    |
| Mattie Valk            | Ross Geller: personage uit Friends | 9.5                                                    |
| Maurice Wijnen         | zichzelf bij Chateau Meiland | 11.2, 11.7                                             |
| Monic Hendrickx        | Onkel X: personage uit De Familie Knots | 9.4                                                    |
| Monique Smit           | Vicki: personage uit The Love Boat zichzelf als vriendin van André Hazes jr.                                                                              | 5.7 11.4, 11.7                                         |
| Myrna Goossen          | gast bij 20 jaar RTL | 1.9                                                    |

### N
| Persoon               | Rol in De TV Kantine                                                     | Aflevering(en)  |
| --------------------- | ------------------------------------------------------------------------ | --------------- |
| Nance Coolen          | Tinkerbell in Peter R Pan                                                | 5.6             |
| Najib Amhali          | Luitenant Gruber: personage uit 'Allo 'Allo! Prinses Amalia              | 6.3 12.1        |
| Nelleke van der Krogt | Mrs. Slocombe in de serie Are You Being Served?                          | 4.4, 4.7        |
| Nicolette van Dam     | deelnemer aan het 'Divateam' in Sterrenslag                              | 1.2             |
| Nicolette Kluijver    | Nicolette van Dam in Door Het Oog Van De Naald Emma Wortelboer           | 7.5 11.6        |
| Nick Stricker         | Jan Smit: presentator van Beste Zangers                                  | 11.3            |
| Nienke Plas           | Glennis Grace bij America's Got Talent Mel Appleby van het duo Mel & Kim | 10.2, 10.3 11.4 |
| Nikkie de Jager       | zichzelf                                                                 | 12.5            |
| Nikkie Plessen        | zichzelf (lijk in The Bridge)                                            | 12.4            |

### O
| Persoon    | Rol in De TV Kantine                | Aflevering(en) |
| ---------- | ----------------------------------- | -------------- |
| OG3NE      | zingen een duet met Salvador Sobral | 9.1            |
| Orgel Joke | gast bij Toppop met Ad Visser       | 12.6           |
| Ouwehoeren | lopen op de Amsterdamse Wallen      | 5.2, 5.5       |

### P
| Persoon             | Rol in De TV Kantine | Aflevering(en)         |
| ------------------- | --- | ---------------------- |
| Patricia Paay       | is getuige van een demoon in Reportage verkoopt spullen op koninginnenmarkt Alexis Colby: personage uit Dynasty zichzelf | 2.1 2.4 6.2 12.1       |
| Patty Brard         | zichzelf drummer van Europe                                                                                              | 4.6, 4.7 10.1          |
| Paul de Leeuw       | René Artois: personage uit 'Allo 'Allo! Clown Bassie Robèrt van Beckhoven: meesterpatissier en jurylid Heel Holland Bakt | 2.2, 2.8 2.2, 2.8 10.3 |
| Peter Beense        | zit naast Erwin van Lambaart terwijl deze vertelt dat Peter André Hazes gaat spelen in André Hazes de musical            | 1.5                    |
| Peter van der Vorst | presenteert Van der Vorst ziet sterren en interviewt Tatjana Šimić (Irene)                                               | 2.1                    |
| Pim van Hövell      | Bram Krikke | 12.4, 12.5             |
| Pip Pellens         | Maxime Meiland in Chateau Meiland                                                                                        | 11.2, 11.7             |

### Q
| Persoon          | Rol in De TV Kantine                         | Aflevering(en) |
| ---------------- | -------------------------------------------- | -------------- |
| Quinty Trustfull | deelnemer aan Jouw Programma, Mijn Programma | 3.2            |

### R
| Persoon                    | Rol in De TV Kantine | Aflevering(en)                                                 |
| -------------------------- | --- | -------------------------------------------------------------- |
| Rebecca Schouw             | receptioniste bij de TV Kantine | 1.1                                                            |
| Renate Verbaan             | Kelly Bundy: personage uit Married... with Children | 3.6                                                            |
| Ria Valk                   | viert feest om 20 jaar RTL | 1.9                                                            |
| Ricardo Ras                | Robert ten Brink Fred van Leer | 12.1, 12.5 12.2                                                |
| Richard Groenendijk        | Claire Meiland in Chateau Meiland moeder van Erica Meiland Paul de Leeuw | 11.2 11.2, 11.7 11.4, 11.6                                     |
| Rick Brandsteder           | Jan van de Wouden: personage uit Medisch Centrum West "Miss Firestarter": dragqueen in RuPaul's Drag Race | 9.2 11.5                                                       |
| Rob Geus                   | lijk bij De Smaakpolitie | 4.5, 4.7                                                       |
| Robert ten Brink           | Dr. Love | 5.7                                                            |
| Robert Minderhoud/Jokertje | boze bewoner bij verhaallijn met Batman | 3.5                                                            |
| Robert Verweij             | kandidaat in het programma van Gordon Ramsay | 1.7                                                            |
| Rogier van der Linden      | kandidaat bij Op goed geluk | 9.4                                                            |
| Rogier Smit                | zichzelf | 11.2, 11.7                                                     |
| Ron Boszhard               | Yetta Rosenburg: personage uit The Nanny Meneer Anton Harmsen: personage uit Toen was geluk heel gewoon Tygo Gernandt Vincent van Rossem: architectuurhistoricus en broer van Maarten van Rossem Carlo Boszhard zichzelf in pak Alf (The Masked Singer) | 2.6 6.5 9.3 10.1, 10.4, 11.2 11.2, 11.3, 11.4, 11.5, 11.7 11.5 |
| Roy Donders                | zichzelf in de serie Dynasty Scooby-Doo | 6.2 6.5                                                        |
| Ruben van der Meer         | Gordon Herman den Blijker Kim Jong-un | 6.5 9.2 9.5                                                    |
| Ruben Nicolai              | Gomez Addams: personage uit The Addams Family Wesley Broens, deelnemer van Oh oh Daar gaan we weer | 3.1, 9.3 8.4                                                   |
| Rudolph van Veen           | kandidaat in het programma van Gordon Ramsay | 1.7                                                            |

### S
| Persoon           | Rol in De TV Kantine                                                                  | Aflevering(en) |
| ----------------- | ------------------------------------------------------------------------------------- | -------------- |
| Sandra Schuurhof  | Charlotte York: personage uit Sex and the City                                        | 3.8            |
| Selma van Dijk    | zichzelf als achtergrondzangeres bij Wham!                                            | 11.2           |
| Silver Metz       | personage uit Judas                                                                   | 10.2           |
| Soundos El Ahmadi | Dyantha Brooks van Shownieuws                                                         | 12.2           |
| Soy Kroon         | Stefano Keizers                                                                       | 12.3, 12.5     |
| Stacey Rookhuizen | jurylid van X Factor                                                                  | 1.7            |
| Steven Brunswijk  | Lucas Sinclair: personage in Stranger Things Amerikaanse agent in videoclip Mel & Kim | 9.2 11.4       |

### T
| Persoon             | Rol in De TV Kantine                                | Aflevering(en) |
| ------------------- | --------------------------------------------------- | -------------- |
| Thijs Willekes      | zichzelf in Tabatha Takes Over                      | 5.2            |
| Thomas Berge        | Bo Duke: personage uit The Dukes of Hazzard         | 5.4            |
| Thomas Verhoef      | deelnemer aan Jouw Programma, Mijn Programma        | 3.2            |
| Tim Douwsma         | "Doutzen Cruising": dragqueen in RuPaul's Drag Race | 11.5           |
| Timor Steffens      | danser in de clip van Ed Sheeran Manuel Schiavi     | 7.5 9.4        |
| Tineke Schouten     | Rose: personage uit Schone Schijn                   | 3.2, 3.4       |
| Tom Sebastian       | Neef Itt: kandidaat in Met het Mes op Tafel         | 5.2            |
| Tony Wyczynski      | jurylid in The Voice Greece                         | 4.5            |
| Trijntje Oosterhuis | cameo                                               | 7.1            |

### V
| Persoon                | Rol in De TV Kantine                                                           | Aflevering(en)                       |
| ---------------------- | ------------------------------------------------------------------------------ | ------------------------------------ |
| Valentijn Benard       | Tim Hofman Jort Kelder Hugo de Jonge Rob Kemps van de Snollebollekes Barry Hay | 12.1 12.2 12.3, 12.4 12.4, 12.6 12.5 |
| Viola Holt             | Blanche Deveraux: personage uit The Golden Girls                               | 2.7                                  |
| Vivienne van den Assem | Merel Westrik: presentatrice Ladies Night                                      | 11.4                                 |

### W
| Persoon                | Rol in De TV Kantine                              | Aflevering(en) |
| ---------------------- | ------------------------------------------------- | -------------- |
| Walter Vermeer         | zichzelf (trouwambtenaar Married at First Sight)  | 12.4           |
| Wendy van Dijk         | presentatrice van X Factor                        | 1.7            |
| Wibi Soerjadi          | psychiatrisch patiënt in Medisch Centrum West     | 9.2            |
| Wil Boszhard           | zichzelf in Stranger Things                       | 9.2            |
| Wilfred Genee          | gast in de TV Kantine                             | 2.7            |
| Willeke Alberti        | Sophia Petrillo: personage uit The Golden Girls   | 2.7            |
| Willibrord Frequin     | gast bij de 20 jaar RTL-uitzending                | 1.9            |
| Wilma Nanninga         | Michelle Dubois: personage uit 'Allo 'Allo!       | 3.3            |
| Winston Gerschtanowitz | Bud Bundy: personage uit Married... with Children | 3.6            |

### Y
| Persoon                 | Rol in De TV Kantine                             | Aflevering(en) |
| ----------------------- | ------------------------------------------------ | -------------- |
| Yolanthe Sneijder-Cabau | Morticia Addams: personage uit The Addams Family | 9.3            |